# Journal littéraire
 (novembre 2024).
Le contenu est difficilement compréhensible vu les erreurs de traduction, qui sont peut-être dues à l'utilisation d'un logiciel de traduction automatique.

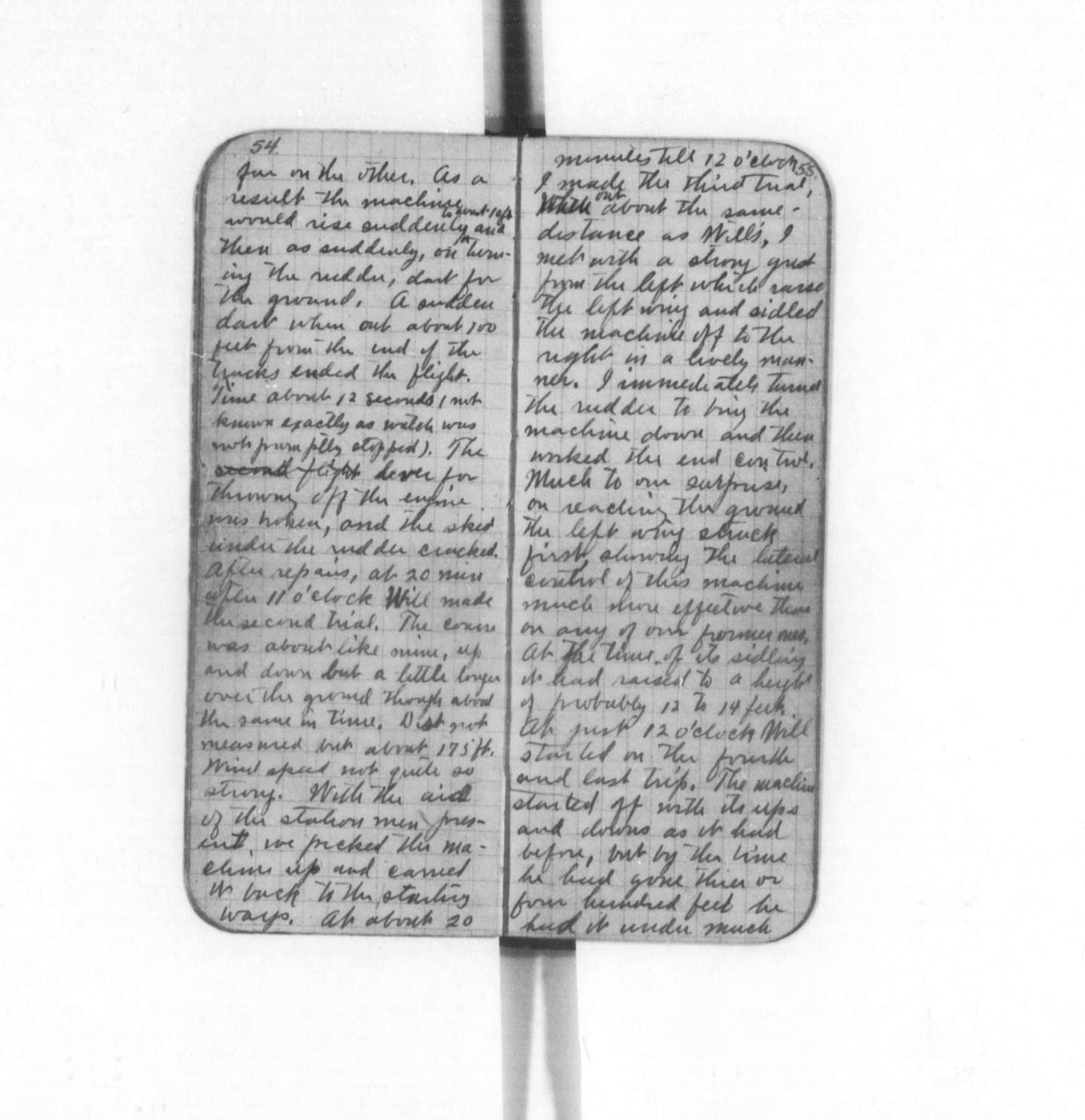
Journal d'Orville Wright.

Le journal littéraire est un nouveau sous-genre, né du journal intime ou personnel et lié à la biographie et à l'autobiographie. Il s'agit d'un texte qui, de manière fragmentaire et avec le registre de la date, ne peut être lu que pour une lecture publique, normalement en vie de l'auteur. Le journal littéraire n'est pas un journal d'écrivain, et il n'est même pas un journal avec une volonté de style. Il s’agit d’un genre propice à l’élaboration d’un « éthos intime de l’écrivain ».
Le double statut du journal littéraire a été occupé par la critique littéraire. Sa dimension référentielle peut être expliquée par le pacte autobiographique, mais la lecture fictive du journal personnel a besoin de la présence de composants narratifs,,.Érigé comme moteur du journal littéraire, apparetre le soi-disant Je diarístique, qui révélera la capacité du protagoniste du texte à se constituer en personnage littéraire et à développer, en trois cas, le reste des éléments narratifs: espace, temps, personnages. L'espace joue un rôle important dans le journal. Plus particulièrement les espaces intimes que nous découvrons dans le journal deviendrons aussi l'un des aspects les plus récurrents des études du diarisme: comment l'intimité se construit dans le texte diarístique. On peut dire que le journal littéraire c'est a le journal comme la presse littéraire a la presse quotidien. C'est-à-dire, le journal donne une caractère automatique à l'écriture des journaux intimes, mais pas dans les journaux littéraires; en ce cas, l'écrivain doit adopter un rol très precis.[incompréhensible]

## L'histoire

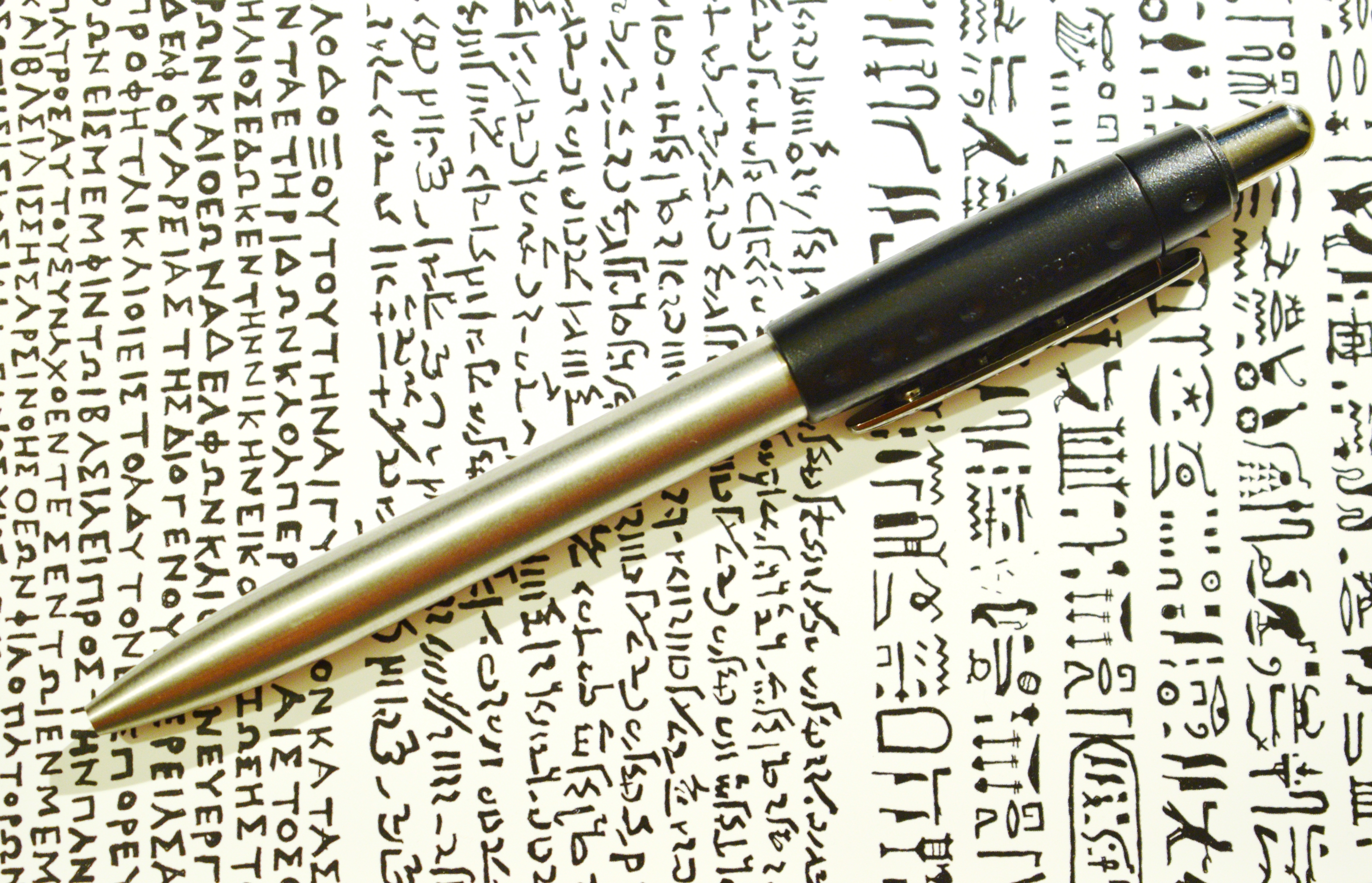
Stylo du XX.

L'étiquette de journal personnel, produite à partir du registre quotidien, normalement daté, pour quelque raison que ce soit, commence à être utilisée comme marbre[incompréhensible] dans les XVIIe et XVIIIe siècles, lorsque son utilisation individuellement devient fréquente. Le journal personnel est né, donc, qui ne se rend pas visible avant le XIXe siècle, quand il est publié dans le journal et évoluent jusqu'à faire partie du système littéraire.[incompréhensible] La trajectoire divergente que le journal personnel expérimente dans les différentes traditions littéraires, fait que l'œuvre résultante possède différentes dénominations: en France apparaît la syntagme journal intime[Quoi ?], qui a un impact immédiat dans les études littéraires et dans ce contexte est utilisé comme étiquette générale dans de nombreuses approches du XXe et du XXIe siècle,.

### Journaux dans la tradition anglo-saxonne
- Diary, de Samuel Pepys, célèbre pour sa vivante description de l'intimité, de la vie privée, de la société et de ses commentaires sur la politique de l'Angleterre du XVIIe siècle.
- Life and Letters of James David Forbes (1873), est une collection de fragments du journal personnel de James David Forbes.
- Diary of Anne Frank, les expériences écrites par Anne Frank, la jeune adolescente juive qui vivait à l'intérieur de sa maison à Amsterdam avec sa famille.

### Journaux dans la tradition française
Au cours du XIXe siècle, les premières publications de journaux personnels en France sont produites, comme celle du Maine de Biran (1845), celle de Maurice de Guérin (1861), celle de Stendhal (1888) ou celle de Benjamin Constant (1895). En Suisse francophone, il est publié ce qui est devenu le journal le plus important du XIXe siècle, celui de Henri-Frédéric Amiel (1883).

### Journaux dans la tradition russe
- Diary of a Foul, de Nicolas Gogol.

### Journaux littéraires en espagnol

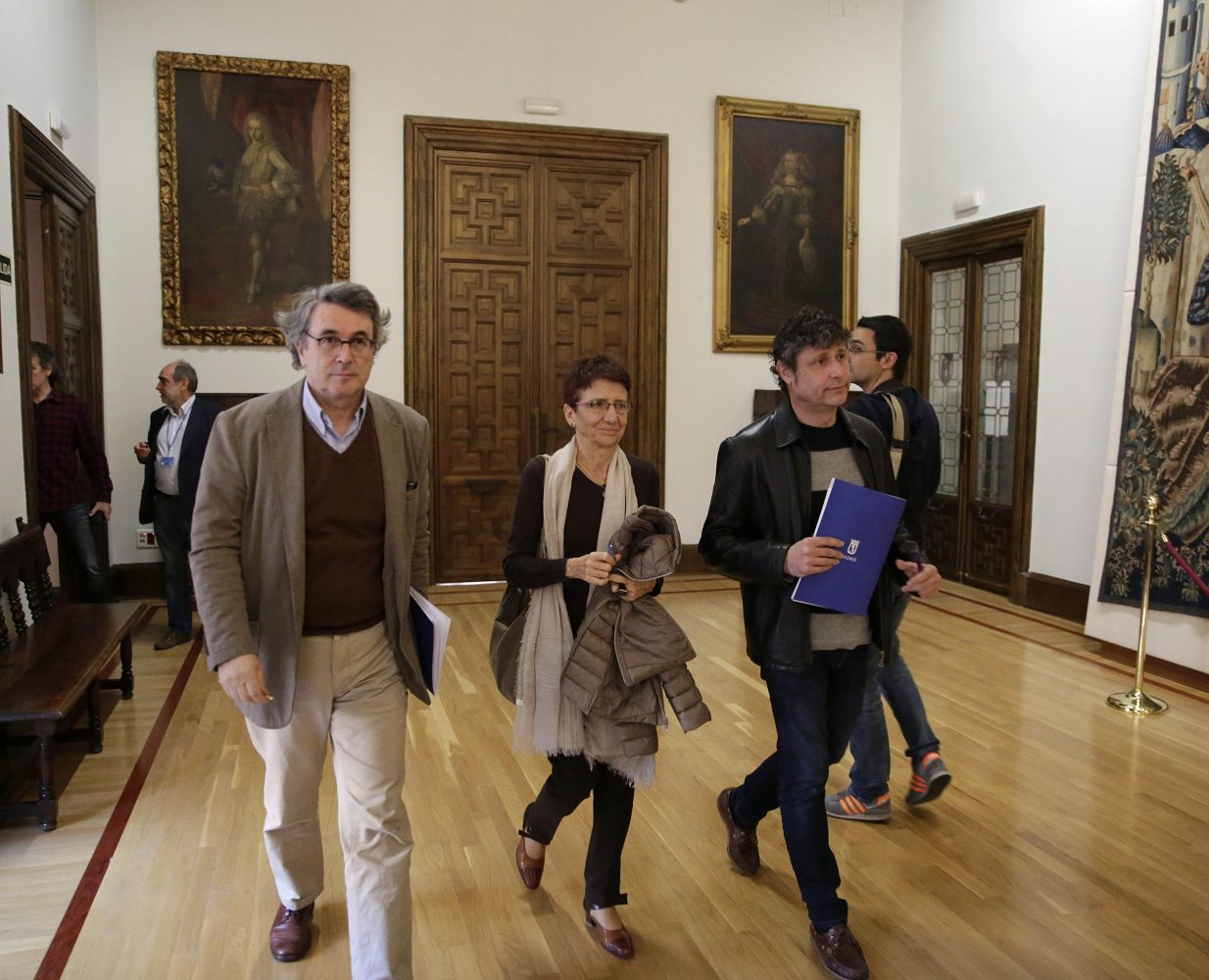
Andrés Trapiello, avec d'autres voix du commissaire de la mémoire historique (mars 2017)

L'un des premiers journaux littéraires en espagnol est Illuminations a la sombra (1910), la dernière œuvre, apparue posthume, d'Alejandro Sawa. Après la guerre civile espagnole, César González Ruano est le premier à publier son journal intim, paru en 1951. En effet, après le succès obtenu avec la publication de ses Mémoires (1950), l'apparition de son journal intimé révèle la relation entre le diarisme et le journalisme. Dans les paroles d'Álvaro Luque Amo: 

« Esta coincidencia entre diario periodístico y diario personal no es casual; el columnista es algo parecido a un diarista que a diferencia del diario personal no narra su intimidad ni se ubica en un espacio más cercano al Yo, sino que narra lo externo, aquello que es o puede ser materia de noticiario. El Yo periodístico de González-Ruano, como el de Umbral y otros periodistas de renombre, se asemeja mucho a este Yo del diario; por ese motivo, no deben extrañar las semejanzas entre la labor periodística y la diarística de Ruano. »

— Álvaro Luque Amo, Diario personal y literatura en la obra de César González Ruano.
Quelques journaux de relève[Quoi ?]
- Diario de juventud (2013), par Idea Vilariño.
- Salón de pasos perdidos, par Andrés Trapiello[11].
- Diarios (1999-2019), par Iñaki Uriarte.